# متنزه أودايبا الشاطئي

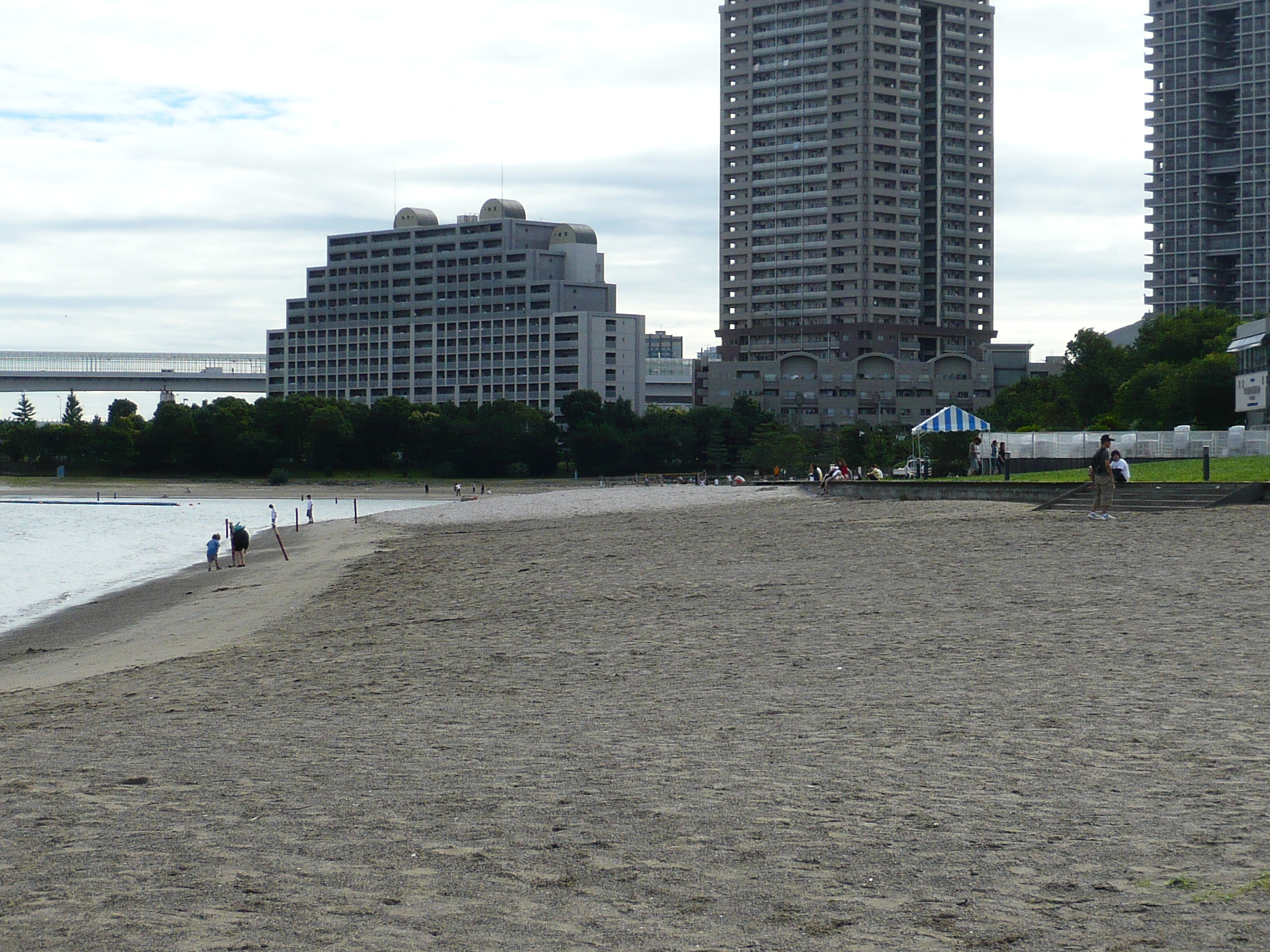
منطقة الشاطئ

متنزه أودايبا الشاطئي هو متنزه على شاطئ البحر الذي يتميز بوجود كوف والمحاط بكاسر أمواج قديم، متنزه دايبا ومتنزه شيوكاز. في منطقة دايبا في حي ميناتو-كو في طوكيو.
يستضيف المتنزه فعاليات منافسات ماراثون السباحة وسباق الثلاثي (ترياثلون) في دورة الألعاب الأولمبية الصيفية 2020.

## نظرة عامة
في الماضي، كان مكان لتخزين الأخشاب، وفي حقبة شوا بدأ تحويله إلى متنزه. المتنزه خاضع لسلطة هيئة ميناء طوكيو الحضرية، وتقوم حاليًا بتفويض الإدارة إلى المديرين المعينين.
المتنزه يحتوي على شاطئ رملي صناعي، منصة مراقبة، مرافق للقوارب، حمامات عمومية مع دش وخزائن، وهو مكان شهير للاسترخاء بالقرب من وسط المدينة. يمكن الاستمتاع بالمناخ بشكل مجاني في منطقة الشاطئ، ولكن السباحة وصيد الأسماك محظوران. خاصة فيما يتعلق بالسباحة، فقد وصل عدد البكتيريا القولونية المكتشفة إلى مستوى لا يفي بمعايير جودة مياه الشاطئ  من وزارة البيئة بسبب التأثير  عندما يتم إطلاق المياه غير المعالجة من المجاري المدمجة أثناء هطول الأمطار.
يمكنك مشاهدة المنظر الليلي لجسر قوس قزح ووسط طوكيو. غالبًا ما يتم استخدامه كموقع تصوير للدراما التلفزيونية مثل سلسلة " Dance Daisakusen Line " و " Shimokita Sundays ".
إن نوارس طوكيو، والنورس ذو الرأس الأسود، والبط العادي ، والأعشاب الطينية، تتجه نحو البيات الشتوي.
السمكة المنتشرة الشائعة على الشاطئ في الصيف هي «البوري».

## صور

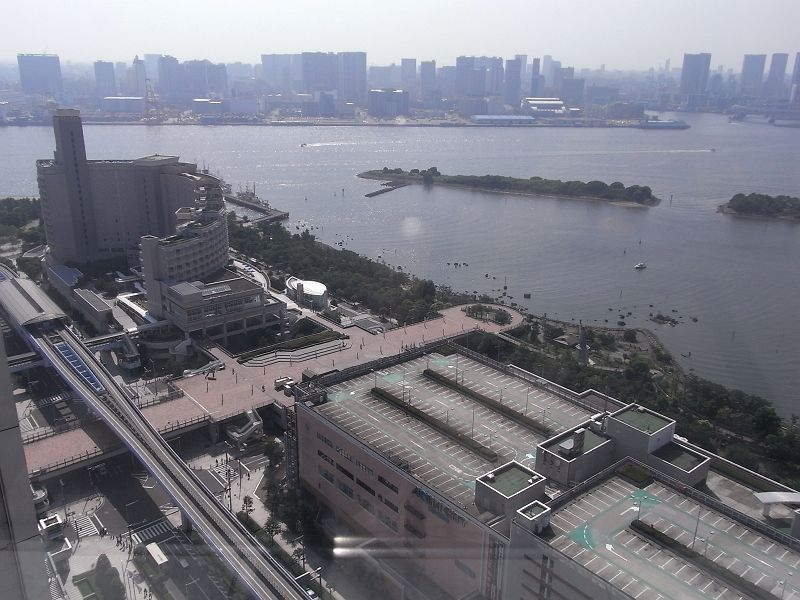
Odaiba Seaside Park ينظر من فوق (4 يوليو 2008)
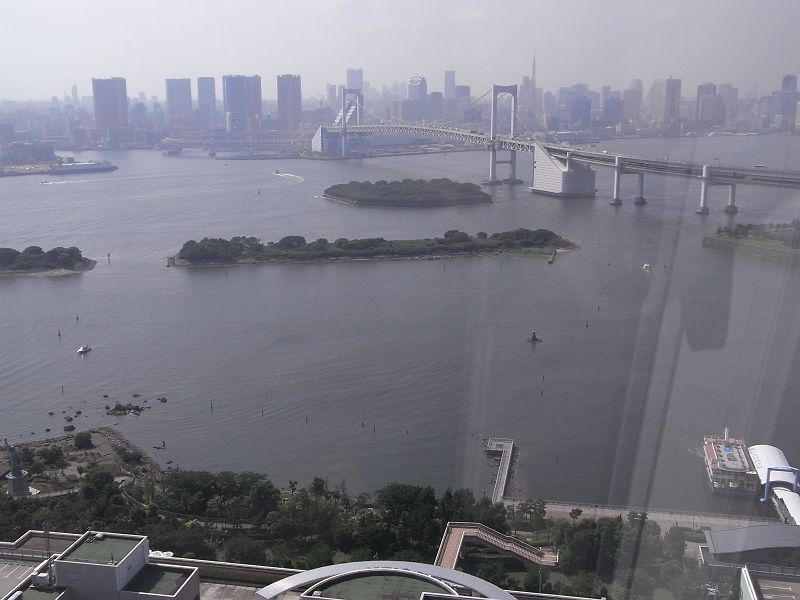
Odaiba Seaside Park ينظر من فوق (4 يوليو 2008)
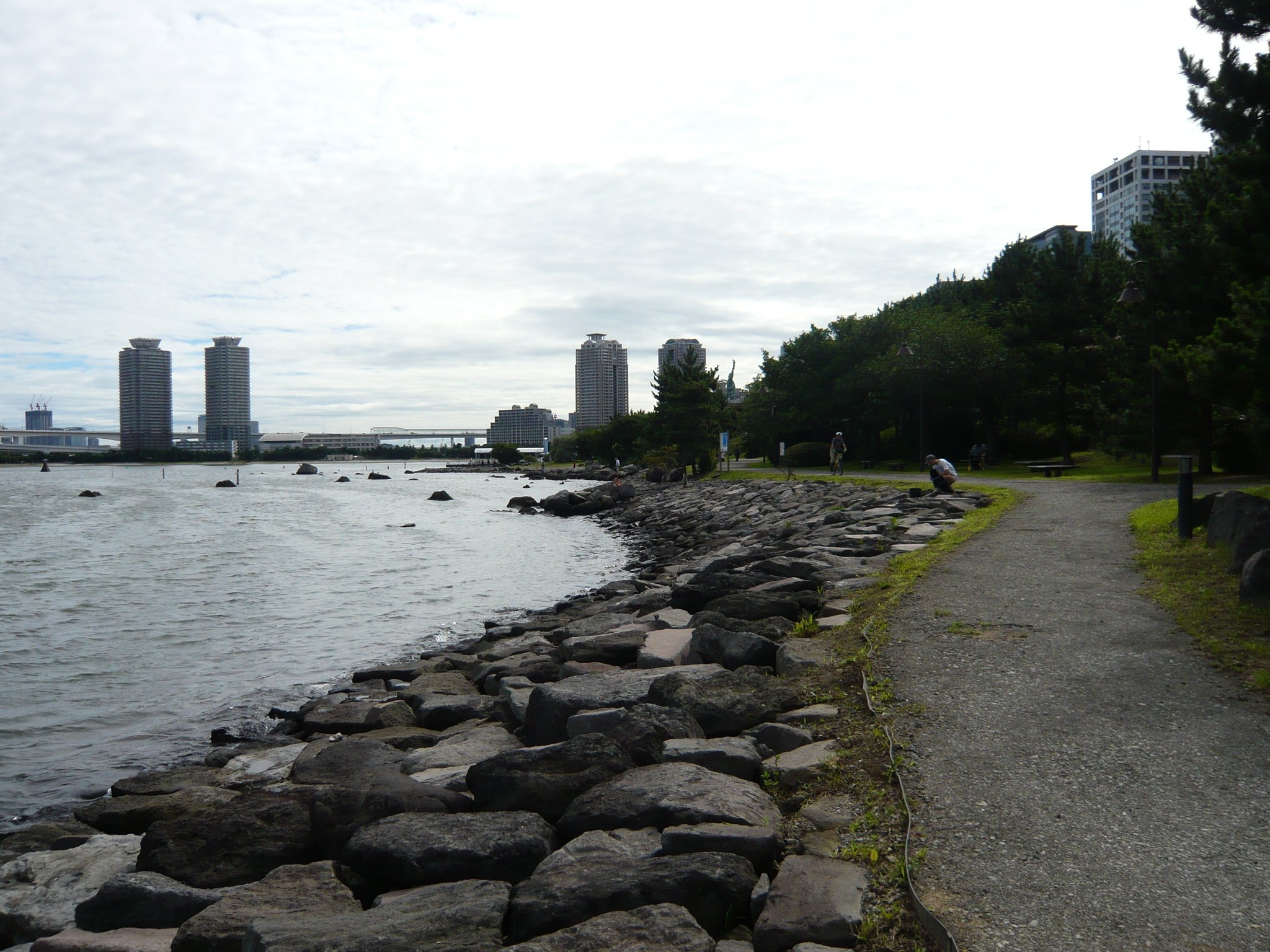
منطقة ايسوهاما
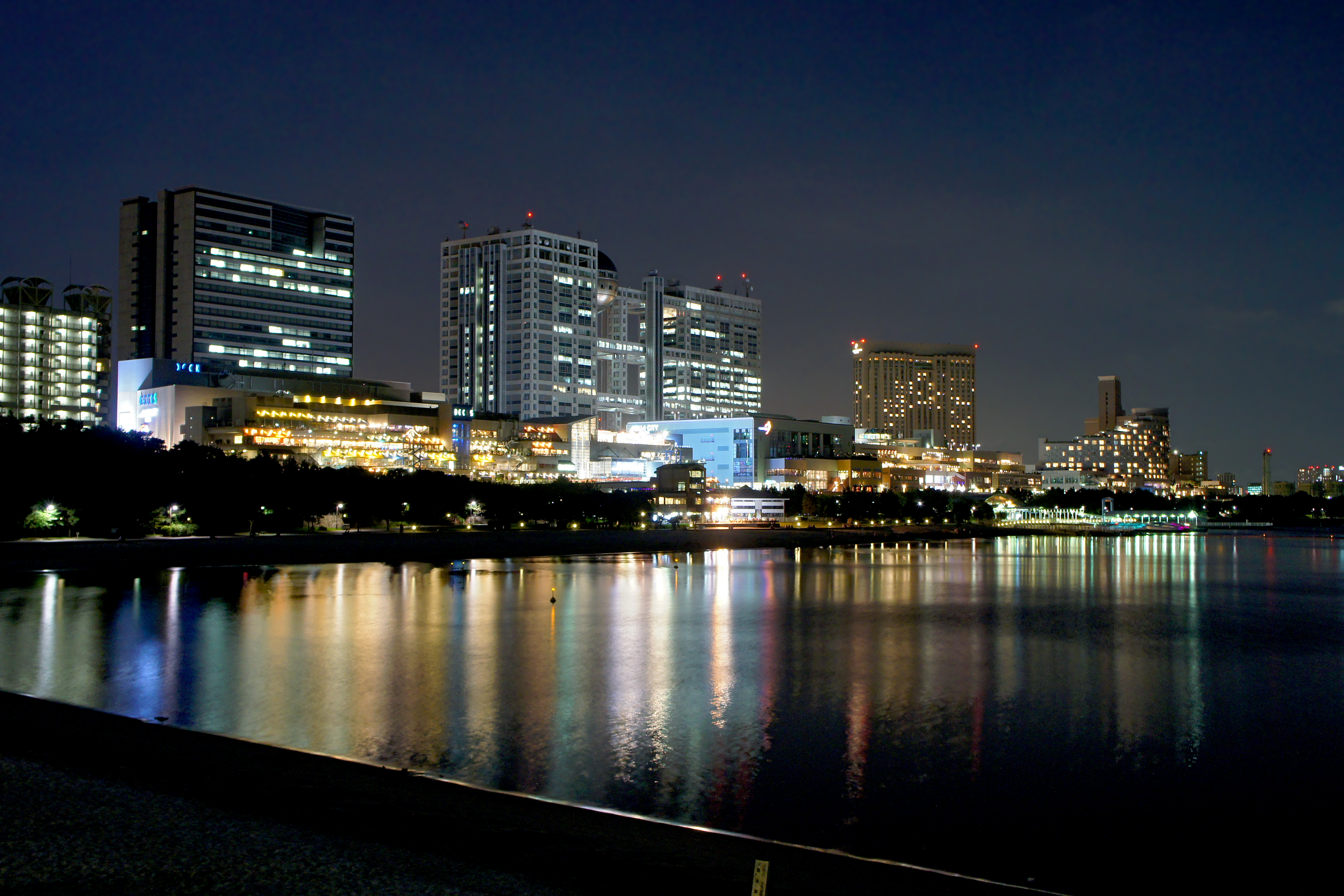
منطقة الشاطئ في الليل

## حدث

### عرفي
- بطولة طوكيو دراجون بوت (الأحد في الأسبوع الثالث من مايو)
- مهرجان سي لايت في عديبة (منتصف يوليو)
- ماراثون شاطئ ديبا (أوائل ديسمبر)
- Odaiba Rainbow Fireworks (أواخر نوفمبر - أواخر ديسمبر)

## المرافق القريبة الأخرى
- طوابق شاطئ طوكيو
- أكوا سيتي عديبة
- طوكيو جويبوليس
- Odaiba Rainbow Park
- شبكة تلفزيون فوجي ، وشركة

## مصدر
1. ↑  وصلة مرجع: http://www.tptc.co.jp/park/01_02.
2. ↑  Odaiba Marine Park (بالإنجليزية الأمريكية), Archived from the original on 2020-03-26, Retrieved 2020-06-11
3. ↑  平成20年度島しょ地区海水浴場の水質調査結果（付表）[وصلة مكسورة]報道発表資料[2008年6月]（東京都ホームページ） "نسخة مؤرشفة". مؤرشف من الأصل في 2020-06-03. اطلع عليه بتاريخ 2020-06-03.
4. ↑  お台場海浜公園におけるふん便性大腸菌群数と降雨量の関係 赤津、恩田、風間（J-GLOBALホームページ） نسخة محفوظة 3 يونيو 2020 على موقع واي باك مشين.

## رابط خارجي
- Odaiba Seaside Park و Daiba Park
- お台場海浜公園【公式】 على تويتر.